# جائزة فيليكس
جائزة فيليكس (بالفرنسية: Trophée Félix أو Prix Félix) هي جائزة تُمنح سنويًا من قبل جمعية صناعة التسجيلات والعروض في كيبيك (ADISQ) للفنانين العاملين في صناعة الموسيقى، والفكاهة في مقاطعة كيبيك الكندية. سميت الجائزة بهذا الإسم تكريمًا لكاتب الأغاني الكيبيكي فيليكس لوكليرك.

## الجائزة
تم تقديم أولى جوائز فيليكس في 23 سبتمبر 1979، حيث كانت الفكرة من ابتكار أول رئيس لـ ADISQ، جيل تالبو، وتم تصميم جائزة التروفي التمثال، بواسطة مارك أندريه باريسه.
على عكس جوائز جونو، التي تعتمد جزئيًا على مبيعات الألبومات، يتم تحديد الترشيحات والفائزين بجوائز فيليكس من قبل أعضاء جمعية ADISQ، وتُمنح الجوائز خلال حفل سنوي يسمى غالا ADISQ، ويكون من بين الفئات المختلفة هناك الألبوم الأكثر مبيعًا، أفضل ألبومفي مختلف أنواع الموسيقى، كاتب الأغاني للعام، مؤلف الأغاني للعام، أغنية العام، المغنيأو المغنية للعام، اكتشاف العام، عرض العام، وغيرها.
كانت الجوائز مثارًا للجدل في بعض الأحيان، حيث أنه في عام 1983، أثار كاتب الأغاني لوك بلوموندون جدلاً باستخدامه كلمة قبول الجائزة للتنديد بقانون حقوق الطبع والنشر، وفي عام 1991، رفضت سيلين ديون علنًا جائزة فيليكس لفنان العام الناطق بالإنجليزية عن ألبومها باللغة الإنجليزية Unison، معتبرةً أنها لا تعتبر نفسها فنانة ناطقة بالإنجليزية، وبدلاً من ذلك اقترحت على ADISQ إنشاء فئة جائزة جديدة للفنان الذي حقق أكبر نجاح دولي، وفي العام التالي، تم بالفعل إنشاء هذه الفئة، أكثر فنان حقق نجاحًا في لغة غير الفرنسية (بالفرنسية: Artiste s’étant le plus illustré dans une autre langue que le français).

## الاحتفالات
| الحفل                                   | التاريخ        | المضيفين |
| --------------------------------------- | -------------- | --- |
| حفل توزيع جوائز فيليكس الأولى           | 23 سبتمير 1979 | دومينيك ميشيل، دينيس فيلياترو                                                                                              |
| حفل توزيع جوائز فيليكس الثانية          | 5 أكتوبر 1980  | إيفون ديشامب |
| حفل توزيع جوائز فيليكس الثالثة          | 4 أكتوبر 1981  | إيفون ديشامب |
| حفل توزيع جوائز فيليكس الرابعة          | 3 أكتوبر 1982  | إيفون ديشامب |
| حفل توزيع جوائز فيليكس الخامسة          | 30 أكتوبر 1983 | إيفون ديشامب |
| حفل توزيع جوائز فيليكس السادسة          | 28 أكتوبر 1984 | جان-بيير فيرلان |
| حفل توزيع جوائز فيليكس السابعة          | 27 أكتوبر 1985 | جان-غاي موروا |
| حفل توزيع جوائز فيليكس الثامنة          | 26 أكتوبر 1986 | سيرج تيريو، كلود مونييه |
| حفل توزيع جوائز فيليكس التاسعة          | 25 أكتوبر 1987 | أندريه-فيليب غانيون |
| حفل توزيع جوائز فيليكس العاشرة          | 23 أكتوبر 1988 | دينيس فيلياترو، دومينيك ميشيل، إيفون ديشامب، جان-بيير فيرلان، جان-غاي موروا، سيرج تيريو، كلود مونييه، أندريه-فيليب غانيون. |
| حفل توزيع جوائز فيليكس الحادية عشر      | 15 أكتوبر 1989 | ميشيل ريفار |
| حفل توزيع جوائز فيليكس الثانسة عشر      | 21 أكتوبر 1990 | ميشيل ريفار |
| حفل توزيع جوائز فيليكس الثالثة عشر      | 14 أكتوبر 1991 | رينيه سيمار |
| حفل توزيع جوائز فيليكس الرابعة عشر      | 18 أكتوبر 1992 | رينيه سيمار |
| حفل توزيع جوائز فيليكس الخامسة عشر      | 17 أكتوبر 1993 | إيفون ديشامب |
| حفل توزيع جوائز فيليكس السادسة عشر      | 16 أكتوبر 1994 | إيفون ديشامب |
| حفل توزيع جوائز فيليكس السابعة عشر      | 5 نوفمبر 1995  | باتريك هوارد |
| حفل توزيع جوائز فيليكس الثامنة عشر      | 3 نوفمبر 1996  | إيفون ديشامب |
| حفل توزيع جوائز فيليكس التاسعة عشر      | 26 أكتوبر 1997 | إيفون ديشامب |
| حفل توزيع جوائز فيليكس العشرون          | 1 نوفمبر 1998  | سيلين ديون، رينيه سيمار، جان-بيير فيرلان وأندريه-فيليب غانيون                                                              |
| حفل توزيع جوائز فيليكس الواحد والعشرون  | 31 أكتوبر 1999 | فيرونيك كلوتيير |
| حفل توزيع جوائز فيليكس الثاني والعشرون  | 4 نوفمبر 2000  | غي آ. ليباج |
| حفل توزيع جوائز فيليكس الثالث والعشرون  | 28 أكتوبر 2001 | غي آ. ليباج |
| حفل توزيع جوائز فيليكس الرابع والعشرون  | 27 أكتوبر 2002 | غي آ. ليباج |
| حفل توزيع جوائز فيليكس الخامس والعشرون  | 26 أكتوبر 2003 | غي آ. ليباج |
| حفل توزيع جوائز فيليكس السادس والعشرون  | 31 أكتوبر 2004 | غي آ. ليباج |
| حفل توزيع جوائز فيليكس السابع والعشرون  | 30 أكتوبر 2005 | ميشيل ريفار |
| حفل توزيع جوائز فيليكس الثامن والعشرون  | 29 أكتوبر 2006 | لويس-جوزيه هوود |
| حفل توزيع جوائز فيليكس التاسع والعشرون  | 28 أكتوبر 2007 | لويس-جوزيه هوود |
| حفل توزيع جوائز فيليكس الثلاثون         | 2 نوفمبر 2008  | لويس-جوزيه هوود |
| حفل توزيع جوائز فيليكس الواحد والثلاثون | 1 نوفمبر 2009  | لويس-جوزيه هوود |
| حفل توزيع جوائز فيليكس الثاني والثلاثون | 7 نوفمبر 2010  | لويس-جوزيه هوود |
| حفل توزيع جوائز فيليكس الثالث والثلاثون | 30 أكتوبر 2011 | لويس-جوزيه هوود |
| حفل توزيع جوائز فيليكس الرابع والثلاثون | 28 أكتوبر 2012 | لويس-جوزيه هوود |
| حفل توزيع جوائز فيليكس الخامس والثلاثون | 27 أكتوبر 2013 | لويس-جوزيه هوود |
| حفل توزيع جوائز فيليكس السادس والثلاثون | 26 أكتوبر 2014 | لويس-جوزيه هوود |
| حفل توزيع جوائز فيليكس السابع والثلاثون | 8 نوفمبر 2015  | لويس-جوزيه هوود |
| حفل توزيع جوائز فيليكس الثامن والثلاثون | 30 أكتوبر 2016 | لويس-جوزيه هوود |
| حفل توزيع جوائز فيليكس التاسع والثلاثون | 29 أكتوبر 2017 | لويس-جوزيه هوود |
| حفل توزيع جوائز فيليكس الأربعون         | 28 أكتوب 2018  | لويس-جوزيه هوود |
| حفل توزيع جوائز فيليكس الواحد والأربعون | 27 أكتوبر 2019 | لويس-جوزيه هوود |
| حفل توزيع جوائز فيليكس الثاني والأربعون | 1 نوفمبر 2020  | لويس-جوزيه هوود |
| حفل توزيع جوائز فيليكس الثالث والأربعون | 7 نوفمبر 2021  | لويس-جوزيه هوود |
| حفل توزيع جوائز فيليكس الرابع والأربعون | 6 نوفمبر 2022  | لويس-جوزيه هوود |
| حفل توزيع جوائز فيليكس الخامس والأربعون | 5 نوفمبر 2023  | لويس-جوزيه هوود |
| حفل توزيع جوائز فيليكس السادس والأربعون | 3 نوفمبر 2024  | بيير-إيف روي-ديسماري |

## قائمة جزئية للمستلمين
- أبريل واين
- بو دوماج
- شارلوت كاردين
- دانيال بيلاجير
- بلو جينز بلو
- لا بوتين سورينت
- دانيال باوتشر
- إيزابيل بولاي
- لارا فابيان
- جيري بويلت
- إديث باتلر
- ماري كارمن
- روبرت شارلبوا
- قلب القراصنة
- جيم كوركوران
- سيلفان كوسيت
- ليه كاوبوي فرينغان
- ريتشارد ديجاردان
- سيلين ديون
- ديان دوفيرين
- جان بيير فيرلاند
- أندريه غانون
- غارولو
- غارو
- كوري هارت
- لورانس جالبيرت
- بيير لابوانت
- دانييل لافوا
- جان لولوب
- هوبرت لينوار
- لوكو لوكاس
- لاود
- مارجو
- باتريس ميشود
- غاستون ميرون
- أريان موفات
- كيفن بيران
- برونو بيلتييه
- ماري دينيز بيلتييه
- بول بيتشيه
- ميشيل ريفار
- ريتشارد سيغوين
- مارتين سانت كلير
- ديان تيل
- فابيان تيبو
- ماري-شانتال توبين
- أوزيب
- روك فوازين
- أندريه واترز